# Schulberg 7

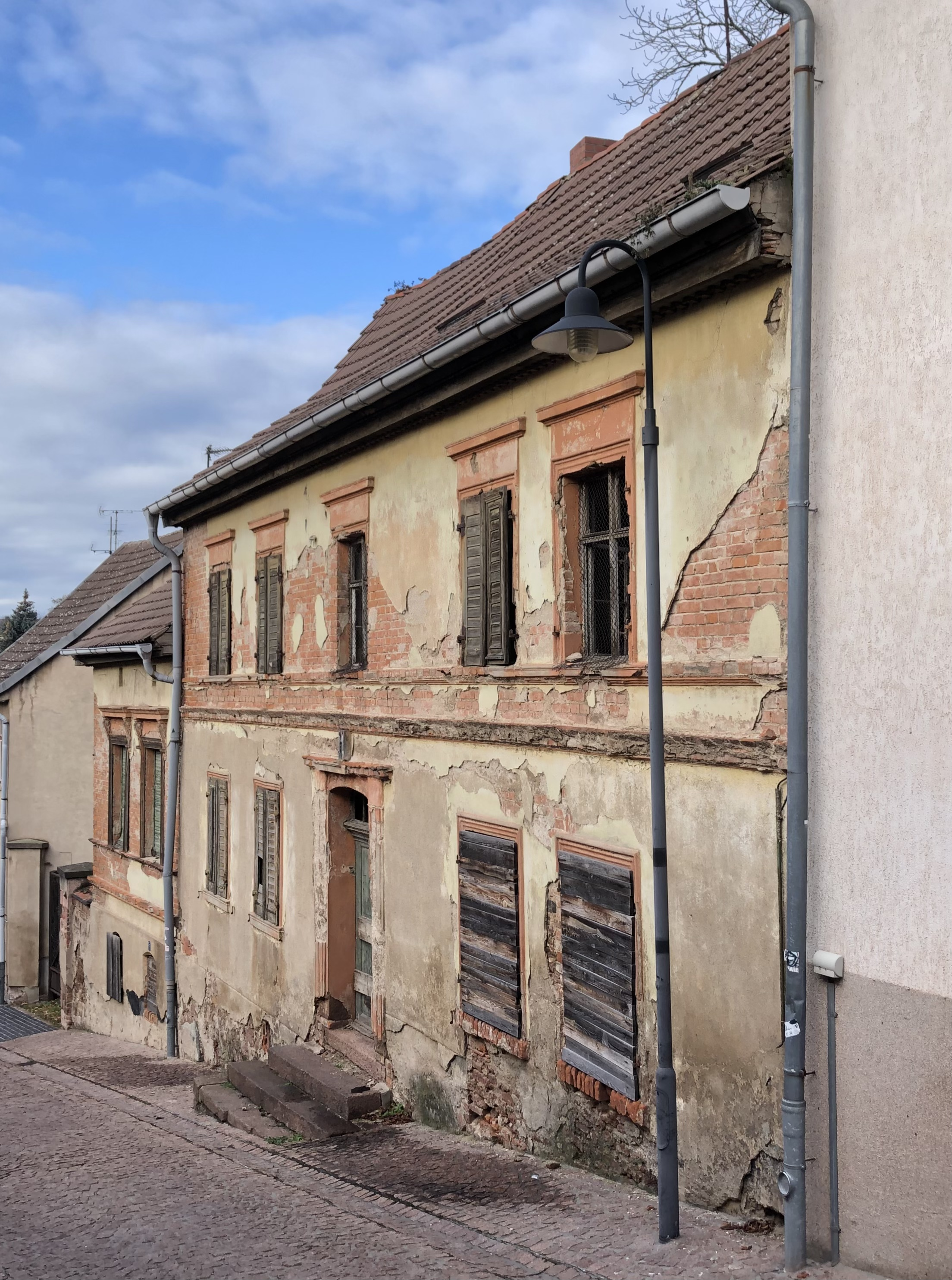
Schulberg 7 im Jahr 2022

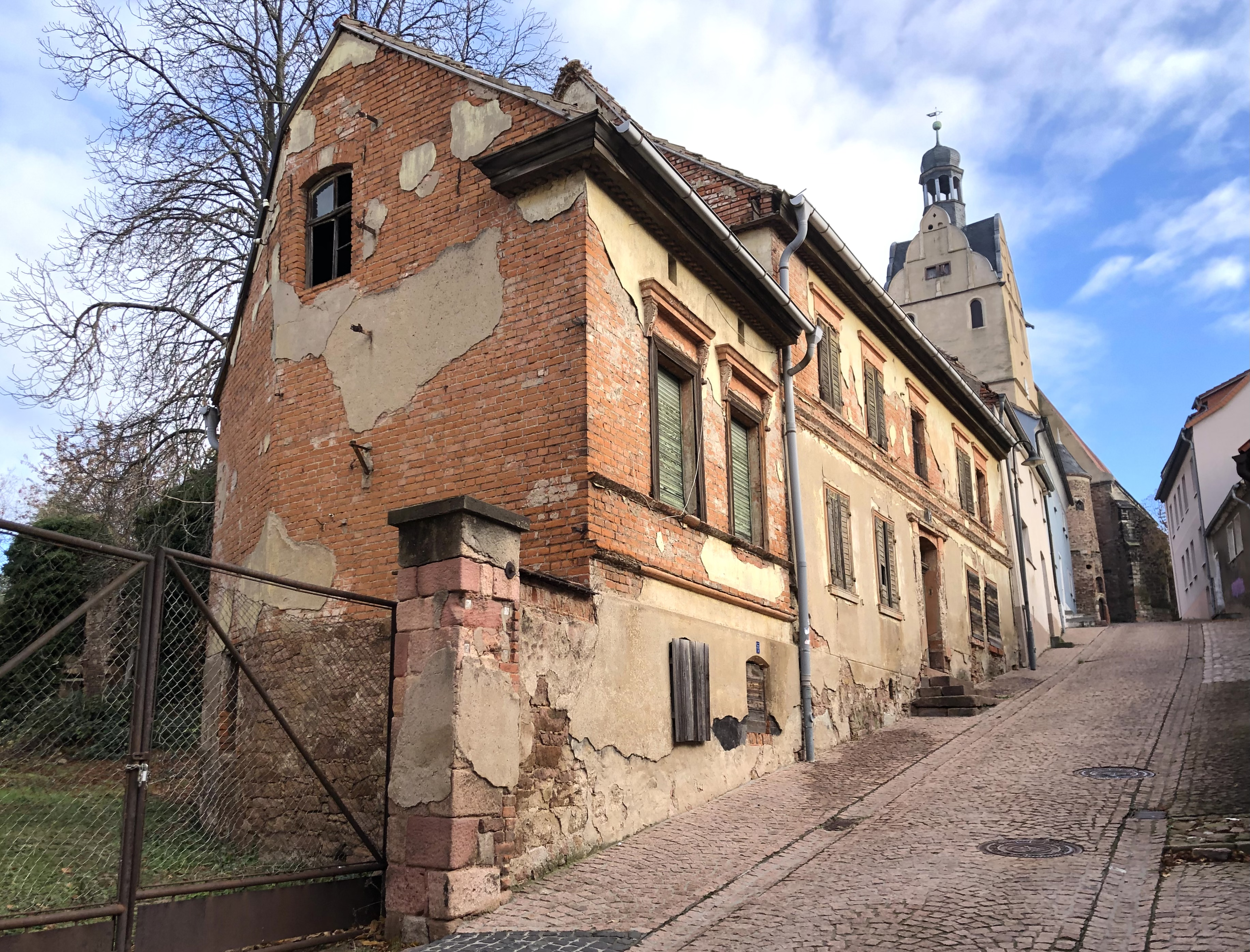
Blick von Westen

Schulberg 7 ist ein denkmalgeschützter Bauernhof im Ortsteil Löbejün in der Stadt Wettin-Löbejün in Sachsen-Anhalt.
Das Anwesen befindet sich auf der Nordseite der Straße Schulberg in einer städtebaulich bedeutenden Lage auf halbem Weg zwischen dem Schweinemarkt im Westen und der Sankt-Petri-Kirche im Osten. Die Straße steigt stark von Westen in Richtung Osten an.
Die Anlage besteht aus einem traufständig zur Straße ausgerichtetem zweigeschossigen Wohnhaus und zumindest ursprünglich auch aus einem markanten Speichergebäude, in dem mittig eine große Tordurchfahrt angeordnet war. Der in den 1990er Jahren noch erhaltene Speicher wurde vermutlich später abgerissen. Der Gebäudekomplex geht auf die Mitte des 18. Jahrhunderts zurück.
Das Wohnhaus steht derzeit leer und ist sanierungsbedürftig (Stand 2022).
Im örtlichen Denkmalverzeichnis ist das Wohnhaus unter der Erfassungsnummer 094 55262 als Baudenkmal verzeichnet.